# Samuel Daniel
Samuel Daniel (Taunton, 1562 − Beckington, 14 de outubro de 1619) foi um poeta e historiador inglês, distinguido como poeta laureado.